# Suzanne Clémencet
Suzanne Clémencet, née Suzanne Vitte le 27 janvier 1907 à Nantes et morte le 23 mars 1992 à Aubervilliers, est une archiviste, philologue et historienne française.

## Biographie

### Famille
Suzanne Vitte naît à Nantes le 27 janvier 1907. Elle est la fille de Pierre Gustave Vitte, professeur de physique au lycée de Nantes, et d'Élisabeth Doudinet de La Boissière.

### Formation
Suzanne Vitte est élève de l'École nationale des chartes. Elle sort major de sa promotion en 1929 en soutenant une thèse sur l’œuvre de Richard de Fournival, intitulée Richard de Fournival : étude sur sa vie et ses œuvres, suivie de l’édition du Bestiaire d’amour, de la Réponse de la dame et des chansons. Elle est nommée la même année membre à l'École française de Rome. De 1929 à 1931, elle rédige un article sur les formulaires de la chancellerie royale sous le règne de Charles V ainsi qu'un mémoire intitulé Les traductions provençales de la règle de saint Benoît que le rapporteur de l'Académie des inscriptions et des belles-lettres qualifie d'« imposant monument de patience ».

### Carrière
Suzanne Vitte fait sa carrière aux Archives nationales de 1932 à 1972 où elle travaille sur les fonds d'Ancien Régime. En 1955-1958, elle assure la publication partielle des registres des papes Grégoire IX et Urbain IV. En 1960, elle publie avec Madeleine Dillay et Jean-Paul Laurent les Jugés du Parlement de Paris (1328-1350) sous le règne de Philippe de Valois. En 1961, en collaboration avec Michel François, elle publie l'édition des Lettres reçues et envoyées par le Parlement de Paris de 1376 à 1596. En 1964, à la demande de la Société de l'histoire de France, elle publie avec Jeanne Vielliard et Félix Grat l'édition des Annales de Saint-Bertin. Elle édite également les Registres des délibérations du Bureau de la Ville de Paris : 1616-1628. Pendant sa carrière, elle est membre de la Commission supérieure des Archives et secrétaire de l'Association amicale des archivistes français.

## Prix et distinctions
- Doublement lauréate de l'Académie des inscriptions et belles lettres en 1953, prix Émile Le Senne et prix Jean-Jacques Berger, pour son édition du tome 17 des Registres des délibérations du Bureau de la Ville de Paris[9].
- Nommée officier de l'Ordre national du Mérite par décret du 16 décembre 1968[10].

## Publications

### Monographies
- Formulaires de la chancellerie royale conservés dans le fonds Ottoboni, Mélanges de l'École française de Rome, vol. 48, no 1, 1931, p. 185–214.
- Les traductions provençales de la règle de saint Benoît, Mémoire inédit de membre de l'École française de Rome, 1931.
- Registres des délibérations du bureau de la ville de Paris : 1624-1628, Paris, Imprimerie nationale, 1958.

### Éditions scientifiques
- Madeleine Dillay, Suzanne Clémencet, Jean-Paul Laurent, Actes du Parlement de Paris : 2ème série, de l'an 1328 à l'an 1350, Jugés (lettres, arrêts, jugés), Paris, Imprimerie nationale, 1960.
- Suzanne Clémencet, Michel François, Lettres reçues et envoyées par le Parlement de Paris : 1376-1596, Paris, Imprimerie nationale, 1961.